# Кармен (муниципалитет)
Кармен (исп. Carmen) — муниципалитет в Мексике, штат Кампече, с административным центром в городе Сьюдад-дель-Кармен. Численность населения, по данным переписи 2020 года, составила 248 845 человек.

## Общие сведения
Название Carmen муниципалитет заимствовал у одноимённого острова, получившего его в честь Богоматери Кармельской, так как в день её почитания 16 июля, в 1717 году с этого острова были изгнаны и разгромлены пираты.
Площадь муниципалитета равна 8557,2 км², что составляет 14,9 % от общей площади штата, а наиболее высоко расположенное поселение Ла-Пальмира находится на высоте 79 метров.
Кармен граничит с другими муниципалитетами штата Кампече: на северо-востоке с Чампотоном, на востоке с Эскарсегой и Канделарией, на западе с Палисадой, на западе и юге он граничит с другим штатом Мексики — Табаско, а на северо-западе берега муниципалитета омывает Мексиканский залив.

## Учреждение и состав
1 января 1916 года, по указу губернатора, на территории штата были образованы муниципалитеты, в числе которых и Кармен. В 1991 году от него был отделён муниципалитет Эскарсега, а в 1998 году отделён муниципалитет Канделария.
По данным 2020 года в его состав входит 782 населённых пункта, самые крупные из которых:
| Код INEGI                  | Населённый пункт                                                                                     | Численность населения (2005 год) | Численность населения (2010 год) | Численность населения (2020 год) |
| -------------------------- | --- | -------------------------------- | -------------------------------- | -------------------------------- |
| 003                        | Всего                                                                                                | 199988                           | 221094                           | 248845                           |
| 0001                       | Сьюдад-дель-Кармен (исп. Ciudad del Carmen) 18°38′16″ с. ш. 91°50′11″ з. д. (административный центр) | 154197                           | 169466                           | 191238                           |
| 0614                       | Сабанкуй (исп. Sabancuy) 18°58′29″ с. ш. 91°10′50″ з. д.                                             | 6159                             | 7286                             | 7744                             |
| 0199                       | Исла-Агуада (исп. Isla Aguada) 18°46′59″ с. ш. 91°29′00″ з. д.                                       | 4688                             | 6204                             | 7620                             |
| 0005                       | Нуэво-Прогресо (исп. Nuevo Progreso) 18°37′23″ с. ш. 92°17′21″ з. д.                                 | 4492                             | 4851                             | 5266                             |
| 0101                       | Сан-Антонио-Карденас (исп. San Antonio Cárdenas) 18°37′04″ с. ш. 92°13′28″ з. д.                     | 3319                             | 4206                             | 4606                             |
| 0006                       | Атаста (исп. Atasta) 18°37′09″ с. ш. 92°06′14″ з. д.                                                 | 2096                             | 2535                             | 2712                             |
| 0081                       | Чикбуль (исп. Chicbul) 18°46′38″ с. ш. 90°55′24″ з. д.                                               | 1543                             | 1692                             | 1837                             |
| 0611                       | Чекубуль (исп. Checubul) 18°49′31″ с. ш. 91°00′38″ з. д.                                             | 1541                             | 1811                             | 1776                             |
| 0262                       | Эмилиано-Сапата (исп. Colonia Emiliano Zapata) 18°39′53″ с. ш. 92°18′41″ з. д.                       | 1126                             | 1311                             | 1454                             |
| —                          | Прочие                                                                                               | 20827                            | 21732                            | 24592                            |
| Названия на карте Генштаба | |                                  |                                  |                                  |

## Экономическая деятельность
По статистическим данным 2000 года, работоспособное население занято по секторам экономики в следующих пропорциях:
- сельское хозяйство, животноводство и рыбная ловля — 16,7 %;
- промышленность и строительство — 27,1 %;
- торговля, сферы услуг и туризма — 52,8 %;
- безработные — 3,4 %.

## Инфраструктура
По статистическим данным 2020 года, инфраструктура развита следующим образом:
- электрификация: 97,7 %;
- водоснабжение: 73,6 %;
- водоотведение: 97,2 %.

## Фотографии
- Вид на Сьюдад-дель-Кармен из лагуны Терминос
- Набережная в Исла-Агуада
- Маяк в Пуэрто-Рико